# GameRankings
GameRankings – strona internetowa, której celem było zbieranie recenzji gier komputerowych z różnych serwisów i prezentowanie uśrednionych ocen. Strona została zamknięta i przekierowana na Metacritic 9 grudnia 2019.

## Rankingi
GameRankings kolekcjonował i umieszczał hiperłącza do recenzji z różnych stron internetowych i czasopism, po czym wyliczał średnią ocen. Chociaż przy grze mogły się znaleźć setki recenzji, tylko wybrane przez GameRankings były wliczane w średnią ocenę. Strona w wynikach używała skali procentowej. Gdy źródło recenzji korzystało z innego systemu oceniania (na przykład w skali od 1 do 5 lub oznacza literami), GameRankings konwertował wszystkie te typy do własnego systemu procentowego.
Poza wyliczaniem średniej ocen serwis porównywał gry na ich podstawie w różnych kategoriach, gdy gra zebrała co najmniej 20 recenzji. Kategorie danej gry zależały m.in. od gatunku, trybu prowadzenia rozgrywki czy platformy (te same gry na różne platformy otrzymywały kilka rekordów w bazie). Gry można było porównywać między poszczególnymi kategoriami, jak i między wszystkimi grami w bazie.

## Strony partnerskie CNet-u
Każda strona z grą zawierała odpowiednie linki do GameFAQs (strona z wysyłanymi przez użytkowników kodami, solucjami i recenzjami gier) i GameSpotu (wiadomości o grze, jej zapowiedzi i profesjonalne recenzje), ponieważ właścicielem wszystkich trzech stron jest CNet.